# آبشار هنریکس
آبشار هنریکس (به انگلیسی: Henriques waterfall) آبشاری است که در برزیل واقع شده و ارتفاع کلی ریزشگاه آن ۱۰۰ است.